# Zenillia dolosa
Zenillia dolosa là một loài ruồi trong họ Tachinidae.